# Szwajcaria na Zimowych Igrzyskach Olimpijskich 1932
Szwajcarię na Zimowych Igrzyskach Olimpijskich 1932 reprezentowało 7 zawodników (sami mężczyźni). Był to trzeci start reprezentacji Szwajcarii na zimowych igrzyskach olimpijskich.
Bobsleiści Reto Capadrutt, Oscar Geier zdobyli dla reprezentacji Szwajcarii pierwszy srebrny medal podczas zimowych igrzysk olimpijskich.

## Zdobyte medale
| Medal  | Zawodnik                    | Dyscyplina | Konkurencja     | Rezultat    |
| ------ | --------------------------- | ---------- | --------------- | ----------- |
| Srebro | Reto Capadrutt, Oscar Geier | Bobsleje   | Dwójki mężczyzn | 8:16,28 min |

## Skład kadry

### Bobsleje
Mężczyźni
| Osada | Zawodnik                                               | Konkurencja | Ślizg 1 | Ślizg 2 | Ślizg 3 | Ślizg 4 | Łącznie | Pozycja |
| ----- | ------------------------------------------------------ | ----------- | ------- | ------- | ------- | ------- | ------- | ------- |
| SUI-1 | Reto Capadrutt Oscar Geier                             | Dwójki      | 2:05,88 | 2:07,21 | 2:03,52 | 2:02,22 | 8:16,28 | srebro  |
| SUI-1 | Reto Capadrutt Hans Eisenhut Oscar Geier Charles Jenny | Czwórki     | 2:06,81 | 2:03,40 | 2:01,47 | 2:00,50 | 8:12,18 | 4.      |

### Kombinacja norweska
Mężczyźni
| Zawodnik       | Konkurencja   | Bieg narciarski | Bieg narciarski | Bieg narciarski | Skoki narciarskie | Skoki narciarskie | Skoki narciarskie | Skoki narciarskie | Łącznie | Pozycja |
| Zawodnik       | Konkurencja   | Czas biegu      | Pozycja         | Punkty          | Skok 1            | Skok 2            | Punkty            | Pozycja           | Łącznie | Pozycja |
| -------------- | ------------- | --------------- | --------------- | --------------- | ----------------- | ----------------- | ----------------- | ----------------- | ------- | ------- |
| Cesare Chiogna | Indywidualnie | 1:58:33,0       | 30.             | 102,00          | 58,0              | 59,5              | 219,6             | 4.                | 321,6   | 22.     |
| Fritz Kaufmann | Indywidualnie | 1:59:20,0       | 32.             | 97,50           | 59,5              | 60,5              | 223,2             | 1.                | 320,70  | 23.     |
| Fritz Steuri   | Indywidualnie | 1:54:57,0       | 26.             | 115,50          | 51,0              | 51,0              | 200,4             | 11.               | 315,90  | 26.     |

### Skoki narciarskie
Mężczyźni
| Skoczek        | Skok 1    | Skok 1 | Skok 2    | Skok 2 | Nota  | Pozycja |
| Skoczek        | odległość | Nota   | odległość | Nota   | Nota  | Pozycja |
| -------------- | --------- | ------ | --------- | ------ | ----- | ------- |
| Fritz Kaufmann | 63,5      | 106,5  | 65,5      | 109,3  | 215,8 | 4.      |
| Cesare Chiogna | 60,0      | 102,1  | 63,0      | 107,7  | 209,8 | 9.      |
| Fritz Steuri   | 58,0      | 97,6   | 53,5      | 94,8   | 192,4 | 18.     |